# Масенкова, Любовь Викторовна
Любовь Викторовна Масенкова (род. 11 сентября 1985) — российская спортсменка, призёр чемпионата России по вольной борьбе, кандидат в мастера спорта России.

## Спортивные результаты
- Чемпионат России по женской борьбе 2009 года — ;
- Кубок России 2012 года — .